# Seznam vojaških jadralnih letal iz 2. svetovne vojne
Seznam vojaških jadralnih letal iz 2. svetovne vojne, seznam vsebuje letala, ki so dosegla vsaj stopnjo prototipa:

## Avstralija
- DHA-G1 in G2

## Germany
- Blohm & Voss BV 40, (1944)
- Blohm & Voss BV 246, jadralna bomba, ni bila uporabljena v bojne namene
- DFS 230, 10 vojakov
- DFS 331, težki transportni jadralnik, 1 zgrajen
- Gotha Go 242, (1941) 23 vojakov, 1528 zgrajenih
  - Gotha Go 244, Go 242 z motorji, 43 zgrajenih in  133 Go 242B predelavnih v 244
- Gotha Ka 430, 12 vojakov, 12 zgrajenih
- Messerschmitt Me 321, (1941) 120 vojakov, 330 zgrajenih
  - Messerschmitt Me 323 (1942) Me 321 z motorji, 211 zgrajenih
- Junkers Ju 322, (1941) težki transportni jadralnik, 140 vojakov, 2 prototipa

## Indija
- Hindustan Aircraft Limited G-1, prototip [1]

## Italija
- Aeronautica Lombarda AL.12P, 12 vojakov, 16 zgrajenih
- C.A.T. TM-2 glider, 20 vojakov, prototip

## Japonska
- Maeda Ku-1-I Tip 2, 8 vojakov in 2 pilota
- Kayaba Ku-2, prototip[2]
- Kayaba Ku-3, prototip
- Maeda Ku-6, leteči tank
- Kokusai Ku-7 Manazuru "Buzzard", 32 potnikov
- Kokusai Ku-8-II "Goose", 18 vojakov in 2 pilota [3]
- Yokosuka Ku-13
- Yokosuka MXY-5
- Yokosuka MXY-6
- Yokosuka MXY8"Akigusa", trenažer za Mitsubishi J8M

## Sovjetska zveza
- Antonov A-7 (RF-8), 8 vojakov, okrog 400 zgrajenih
- Antonov A-40, leteči tank, prototip
- BDP (S-1), 20 vojakov, 7 zgrajenih
- Gribovski G-11, 20 vojakov
- KT-20, 24 vojakov, samo 1 ali 2 prototipa
- SAM-23, 16 vojakov ali vozilo
- TS-25, 25 vojakov ali vozilo, 6 zgrajenih

## Švedska
- AB Flygindustri FI-3, 11 vojakov, 5 zgrajenih

## Turčija
- THK-1, 11 vojakov, samo prototip

## Združeno kraljestvo
- Airspeed Horsa, 25 potnikov in 2 pilota, 3655 zgrajenih
- Baynes Bat, (1943) eksperimentalno jadralno letalo za prevoz tankov
- General Aircraft Hamilcar, (1942) kapaciteta 7 ton tovora, 412 zgrajenih
  - General Aircraft Hamilcar Mk. X, verzija z 2x Bristol Mercury motorji
- General Aircraft Hotspur,  8 potnikov in 2 pilota, zgrajenih čez 1000
- Slingsby Hengist, 15 ppotnikov in 1 pilot, 18 zgrajenih

## ZDA
- Allied XLRA
- Cornelius XFG-1, 2 prototipa
- St Louis CG-5 samo prototip
- Waco CG-3
- Waco CG-4A Hadrian, 13 vojakov in 2 pilota. Več kot 12000 zgrajenih, pri mornarici znan kot "Waco LRW-1"
- Waco CG-13A
- Waco CG-15
- General Airborne Transport XCG-16A
- Bristol XLRQ[4]
- Douglas XCG-17 - prototip na osnovi C-47 Skytrain brez motorja
- Laister-Kauffman XCG-10A "Trojan Horse" - veliko transportno jadralno letalo. 2 prototipa.[5]